# Swift (lenguaje de programación)
Swift es un lenguaje de programación multiparadigma creado por Apple enfocado en el desarrollo de aplicaciones para iOS y macOS. Fue presentado en la WWDC 2014 y está diseñado para integrarse con los Frameworks Cocoa y Cocoa Touch; puede usar cualquier biblioteca programada en Objective-C y llamar a funciones de C. También es posible desarrollar código en Swift compatible con Objective-C bajo ciertas condiciones. Swift tiene la intención de ser un lenguaje seguro, de desarrollo rápido y conciso. Usa el compilador LLVM incluido en Xcode 6. Fue presentado como un lenguaje propietario, pero en el año 2015, con la versión 2.2, pasó a ser de código abierto con la Licencia Apache 2.0.

## Tipos de datos
Swift es un lenguaje fuertemente tipado, aunque su declaración no siempre es necesaria gracias a su capacidad de inferir tipos.
Los tipos de datos se dividen principalmente en dos grupos. Los Tipos de valor y los Tipos por referencia, se diferencian principalmente en como son asignados.
- Al asignar un Tipo de valor se guarda una copia de su contenido. Se recomienda su uso cuando se requiere copiar su información o se vaya a trabajar en múltiples hilos.

- Al asignar un Tipo por referencia se asigna una instancia compartida que es mutable aún si son usadas en constantes, es decir modificar una instancia se verá reflejado en todas las variables y constantes que la compartan. Se recomienda su uso cuando se requiera compartir datos mutables.[9]

## Historia
Chris Lattne comenzó su desarrollo en el 2010, eventualmente obtuvo colaboración de otros programadores. Swift se benefició de la experiencia de muchos lenguajes tomando ideas de Objective-C, Haskell, Rust, Ruby, Python, C#, CLU entre otros.

## Ejemplo de código
```
 
let
 
personas
 
=
 
[
"Anna"
:
 
67
,
 
"Beto"
:
 
8
,
 
"Jack"
:
 
33
,
 
"Sam"
:
 
25
]

 
for
 
(
nombre
,
 
edad
)
 
in
 
personas
 
{

     
print
(
"
\(
nombre
)
 tiene 
\(
edad
)
 años de edad."
)

 
}

```